# قصاب‌مرغ‌ها
مرغ قصاب‌ها (نام علمی: Cracticus) نام یک سرده از راسته گنجشک‌سانان است.

## گونه‌ها
- قصاب‌مرغ سیاه، Cracticus quoyi
- قصاب‌مرغ خاکستری، Cracticus torquatus
- قصاب‌مرغ پشت‌سیمین Cracticus argenteus (alternately a subspecies of C. torquatus)
- قصاب‌مرغ کلاه‌دار، Cracticus cassicus
- قصاب‌مرغ تاگولا، Cracticus louisiadensis
- قصاب‌مرغ پشت‌سیاه، Cracticus mentalis
- قصاب‌مرغ ابلق، Cracticus nigrogularis
- زاغی استرالیایی، Cracticus tibicen (پیشتر Gymnorhina tibicen)